# Bobinella
Bobinella is een monotypisch geslacht van mosdiertjes uit de  familie van de Candidae. De wetenschappelijke naam ervan is in 1981 voor het eerst geldig gepubliceerd door d'Hondt.

## Soort
- Bobinella atlantica d'Hondt, 1981